# Mr. Bad Guy
Mr. Bad Guy je prvi samostalni album britanskog pjevača rock sastava Queen Freddieja Mercuryja. Album je izdan 29. travnja 1985. godine i trebao se zvati "Made in Heaven" ali Mercury je odlučio promijeniti ime u "Mr. Bad Guy" samo nekoliko dana prije izlaska albuma. Iako su kritike na račun albuma bile vrlo negativne album se popeo do osmog mjesta na britanskoj top ljestvici albuma. Sve pjesme napisao je Mercury. Sastav Queen je odlučio uzeti naziv "Made in Heaven" za svoj posljednji studijski album kojeg su objavili 1995. godine.

## Popis pjesama
1. "Let's Turn It On" – 3:42
2. "Made in Heaven" – 4:05
3. "I Was Born to Love You" – 3:38
4. "Foolin' Around" – 3:29
5. "Your Kind Of Lover" – 3:32
6. "Mr. Bad Guy" – 4:09
7. "Man Made Paradise" – 4:08
8. "There Must Be More To Life Than This" – 3:00
9. "Living on My Own" – 3:23
10. "My Love Is Dangerous" – 3:42
11. "Love Me Like There's No Tomorrow" – 3:46

## Pjesme
1. Let's Turn It On - Pjesma je snimljena u travnju 1984. godine. Mercury je bas dionicu ove pjesme 1989. godine upotrijebio u pjesmi "The Miracle" sastava Queen, koja je objavljena na istoimenom albumu iz 1989. godine. Remiksirana verzija objavljena je na kompilaciji The Freddie Mercury Album iz 1992.
2. Made in Heaven - Objavljena kao singl 1. srpnja 1985. godine. Pjesma je snimana u ožujku i travnju 1984. Nakon smrti Freddieja Mercuryja Queenovci su obradili pjesmu i objavili je 1995. godine na albumu "Made in Heaven".
3. I Was Born to Love You - Objavljena kao singl 9. travnja 1985. godine. Pjesma je nastala u New Yorku, a snimljena je u svibnju1984. godine. Queenovci su također obradili pjesmu i objavili je 1995. godine na albumu "Made in Heaven".
4. Foolin' Around - Nastala je otprilike u isto vrijeme kada i pjesma "Made in Heaven", ali je naknadno dosnimavana i obrađivana te je zgotovljena u siječnju 1985. 1992. godine objavljena je remiksirana verzija na kompilaciji "The Freddie Mercury Album".
5. Your Kind Of Lover - Mercury je počeo raditi ovu pjesmu u ožujku 1984. godine. 1992. remiksirana verzija objavljena je na kompilaciji "The Freddie Mercury Album".
6. Mr. Bad Guy - Pjesma je snimljena u svibnju 1984. godine. Jedina je pjesama na albumu u kojoj sudjeluje orkestar, što je jedna od stvari koju je Mercury oduvijek želio napraviti. 1992. godine remiksirana verzija objavljena je na kompilaciji "The Freddie Mercury Album".
7. Man Made Paradise - Mercury je pjesmu napisao za Queenov album "The Works". Umjesto nje na albumu se našla Mayova "Is This the World We Created...?"
8. There Must Be More To Life Than This - Pjesma je napisana 1981. godine za Queenov album "Hot Space". Pjesmu je trebao otpjevati Michael Jackson kao gost na albumu.
9. Livig On My Own - Pjesma je snimljena u travnju i svibnju 1984. godine. Spot za pjesmu je sniman na Mercuryjevoj rođendanskoj zabavi u Münchenu, Njemačka ali je zabranjen zbog nekih "ljubavnih" scena. 1993. godine pjesma je remiksirana i postaje pravi hit i penje se na prvo mjesto raznih top ljestvica. To je prva i jedina Mercuryjeva samostalna pjesma koja je došla na vrhove top ljestvica. Remiksirana verzija objavljena je na kompilacijama "The Freddie Mercury Album" i "Greatest Hits III".
10. My Love Is Dangerous - Snimljena 29. svibnja 1984. godine. Objavljena je 2. rujna 1985. godine na "B" strani singla "Living On My Own".
11. Love Me Like There's No Tomorrow

## Glazbenici
- Freddie Mercury – vokali, pijano, sintisajzer
- Fred Mandel – dodatni pijano, sintisajzer, gitara
- Paul Vincent – vodeća gitara
- Curt Cress – bubnjevi
- Stephan Wissnet – bas-gitara
- Jo Burt – bass u pjesmi "Man Made Paradise"
- Rainer Pietsch – aranžman za pjesmu "Mr. Bad Guy"
- Reinhold Mack i Stephan Wissnet – Programi bubnjeva
- Mack, uz pomoć Stephana Wissneta – produciranje
- The Artful Dodger – umjetnička djela
- A. Sawa – fotografije

## Top ljestvice
| Država                 | Top ljestvica    | Top ljestvica |
|                        | Najviša pozicija | Tjedana       |
| ---------------------- | ---------------- | ------------- |
| Ujedinjeno Kraljevstvo | 6                | 23            |
| Švicarska              | 14               | 6             |
| Japan                  | 20               | 21            |
| Nizozemska             | 20               | 11            |
| Austrija               | 23               | 4             |
| USA                    | 159              | 7             |

## Doprinos članova sastava Queen
Dr. Brian May u svom blogu  Arhivirana inačica izvorne stranice od 22. svibnja 2008. (Wayback Machine) od 13. lipnja 2006. godine navodi da je Mercury za ovaj koristio dosta prijašnjh materijala sastava "Queen", te da su tvrdnje kako su članovi sastava bili postrani od ovog projekta daleko od istine.